# Targa (casa discografica)
La Targa Italiana è stata una casa discografica italiana, attiva negli anni ottanta.
Il logo era composto dalla scritta in stampatello, racchiusa all'interno di una figura geometrica. Lo sfondo della label era costituito dalla stilizzazione di un paesaggio desertico. Con la cessazione delle attività, il marchio è stato ceduto assieme al catalogo, e non risulta più utilizzato.

## Storia
L'etichetta venne fondata da Mario Rapallo, discografico precedentemente impiegato presso l'etichetta Lotus. La sua attività di scouting iniziò nel gennaio del 1980. Non fu mai una vera e propria casa discografica ma neppure una semplice etichetta, andando a costituire una realtà intermedia. Infatti, se non ebbe mai propri studi di registrazioni né laboratori di stampa; i dischi vennero quindi registrati esternamente, e la Durium di Krikor Mintanjan si limitò a curarne la distribuzione. La sede legale venne stabilita a Milano, presso un'attività commerciale che occupava due vetrine, in viale Pasubio 6/8.
Il direttore artistico della Targa era Luciano Tallarini, e l'obiettivo era principalmente quello di pubblicare incisioni di nuovi artisti emergenti; Rapallo puntò specialmente su Vasco Rossi e Valentino; del primo, su label Targa uscirono Colpa d'Alfredo (1980) e Siamo solo noi (1981).
Nel corso della sua attività, si cercò una diversificazione della produzione, e vennero marchiati Targa anche dischi di artisti affermati, come Patrick Samson.
Per la Targa incisero Barbara D'Urso un 45 giri Dolceamaro nel 1980 e Wanna Marchi D'accordo?! pubblicato su 45 giri in formato 7 e 12 nel 1989.
Mentre Vasco Rossi passò alla Carosello nel 1982, l'etichetta cessò l'attività nel corso degli anni ottanta, senza aver compiuto ulteriori investimenti in nuovi artisti, cedendo poi l'intero catalogo.

## Dischi
La datazione qui riportata si basa sull'etichetta del disco o sulla copertina; qualora nessuno di questi elementi abbia una datazione, è basata sulla numerazione del catalogo; talora è, infine, basata sul codice della matrice di stampa. Se esistenti, sono riportati, oltre all'anno, il mese e il giorno (quest'ultimo dato si trova, a volte, stampato sul vinile).

### 33 giri
| Numero di catalogo | Anno | Interprete      | Titoli                              |
| ------------------ | ---- | --------------- | ----------------------------------- |
| TAL 1400           | 1980 | Barbados Climax | Sexation                            |
| TAL 1401           | 1980 | Vasco Rossi     | Colpa d'Alfredo                     |
| TAL 1402           | 1980 | Strange Affair  | Strange Affair                      |
| TAL 1404           | 1981 | Vasco Rossi     | Siamo solo noi                      |
| TAL 1407           | 1984 | Patrick Samson  | L'oro del Festivalbar               |
| TAL 1413           | 1986 | Franco Simone   | Il pazzo, lo zingaro ed altri amici |

### 45 giri
| Numero di catalogo | Anno | Interprete      | Titoli                                 |
| ------------------ | ---- | --------------- | -------------------------------------- |
| TAS 140            | 1980 | Vasco Rossi     | Non l'hai mica capito/"Asilo" Republic |
| TAS 141            | 1980 | Barbados Climax | Sexation/Come te quiero                |
| TAS 143            | 1980 | Barbara D'Urso  | Dolceamaro/Se mi guardi così           |
| TAS 149            | 1981 | Gibbo           | Raccontami/Il risorto                  |
| TAS 150            | 1981 | Vasco Rossi     | Voglio andare al mare/Brava            |
| TAS 160            | 1983 | Valentino       | Domani è domenica/Sarà migliore        |
| TAS 162            | 1983 | Claudio Scott   | Pour une enfant/Bambolina              |
| TAS 163            | 1984 | Valentino       | Notte di luna/Mi piaci solo tu         |
| TAS 164            | 1984 | Ateneo          | Canterò/Claudia                        |
| TAS 167            | 1984 | Patrick Samson  | Tu sei tutto/You                       |
| TAS 175            | 1987 | Alemanda        | Hasta la vista artista/Ciao Noè        |
| TAS                | 1989 | Wanna Marchi    | D'Accordo?!                            |